# Denys Ponomar
Denys Wasylowycz Ponomar, ukr. Денис Васильович Пономар (ur. 19 sierpnia 1989 w Znamiance, w obwodzie kirowohradzkim) – ukraiński piłkarz, grający na pozycji pomocnika.

## Kariera piłkarska

### Kariera klubowa
Wychowanek DJuSSz w Znamiance (od 1997), a potem klubów Olimpik Kirowohrad, MFK Oleksandria i Krystał-Ametyst Oleksandria, barwy których bronił w juniorskich mistrzostwach Ukrainy (DJuFL). Karierę piłkarską rozpoczął 6 kwietnia 2004 w składzie MFK Oleksandria. Latem 2006 przeniósł się do FK Ołeksandrija, w którym występował przez 4 lata. W lipcu 2010 został piłkarzem Stali Dnieprodzierżyńsk. Podczas przerwy zimowej sezonu 2010/11 wyjechał do Mołdawii, gdzie zasilił skład Iscra-Stali Rybnica. W sierpniu 2012 zasilił skład UkrAhroKomu Hołowkiwka.

## Sukcesy i odznaczenia

### Sukcesy klubowe
- zdobywca Pucharu Mołdawii: 2012